# Hellinsia kaiapensis
Hellinsia kaiapensis là một loài bướm đêm thuộc chi Hellinsia, có ở Papua New Guinea. Loài bướm này bay vào tháng 11, và có sải cánh khoảng 17 milimét. The specific name "kaiapensis" refers tới Kaiap, the type locality for the species.